# St. Vincentius (Asperden)

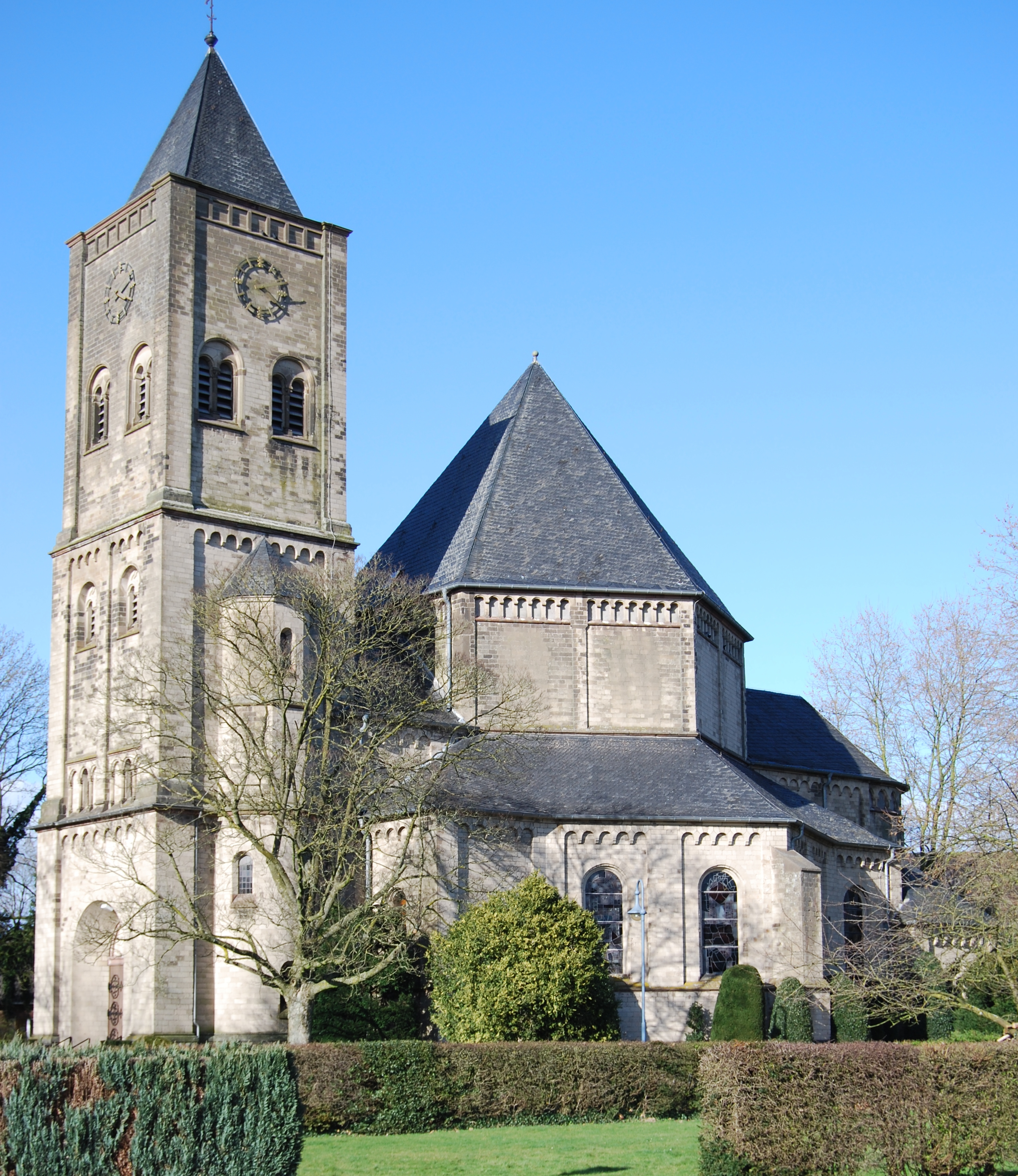
Pfarrkirche St. Vincentius

Die dem hl. Vinzenz von Valencia geweihte katholische Pfarrkirche St. Vincentius ist ein denkmalgeschütztes Kirchengebäude in Asperden, einem Ortsteil von Goch im Kreis Kleve (Nordrhein-Westfalen).

## Geschichte und Architektur
Eine Kirche ist seit 1255 in Asperden nachweisbar. Die im 15. Jahrhundert errichtete Nachfolgerkirche war zerstört und wurde nach dem Bau der derzeitigen Kirche vollständig abgebrochen. Sie stand auf der gegenüberliegenden Straßenseite. Der sechseckige, neuromanische Zentralbau mit halbrundem Chor und vorgesetztem Westturm wurde 1891 von Carl Rüdell und Richard Odenthal erbaut und nach schweren Kriegsschäden vereinfacht wiederaufgebaut.
2024 wurde die Pfingstmesse in der Kirche live im ZDF und ORF übertragen.

## Ausstattung
- Aus dem ehemaligen Zisterzienserkloster Graefenthal wurde ein steinernes Relief aus der Zeit um 1520/30 übernommen. Es wurde in späterer Zeit neu gefasst.
- In einer mit einem Segmentbogen geschlossenen Nische mit Renaissancerahmen befindet sich ein Kreuzigungsrelief. Es zeigt die Trauernden und einen Zug von Zisterziensernonnen. Oben rechts ist die Ohnmacht Mariens zu sehen und darüber die Opferung Isaacs, als Präfiguration der Kreuzigung.[2]